# Église du Prophète-Élie de Torjok
Pour les articles homonymes, voir Église Saint-Clément.
L'église du Prophète-Élie de Torjok est une église orthodoxe de style empire russe construite en pierre, située dans la ville de Torjok, dans l'oblast de Tver, en Russie européenne. L'édifice est classé dans la liste de l'héritage patrimonial de la Russie d'importance fédérale depuis 1974.

## Géographie
L'église est située dans la ville de Torjok, dans l'oblast de Tver. Elle se trouve au no 11 de la rue Krasnaïa Gora de Torjok.

## Histoire
La première église sur le site est metionnée en 1825, et elle était en bois. Mais la ville est touchée par un incendie dans les années 1730, et l'église part en cendres. En 1738, une église en pierre est érigée, mais elle tombe en ruines au début du siècle suivant. 
Une nouvelle église fut construite, et consacrée en 1818. Après la mort de l'empereur Alexandre Ier, son corps est transféré de Taganrog à Saint-Pétersbourg, et il est laissé une nuit dans l'église le 13 février 1826. Le corps de son épouse Louise Augusta de Bade fut aussi entreposée une nuit dans l'église après sa mort pendant le transfert du corps.

## Patrimonialité
L'édifice est classé dans la liste de l'héritage patrimonial de la Russie d'importance fédérale sous le no 691420181690006. Elle est de style empire russe.